# Jürgen Häfner

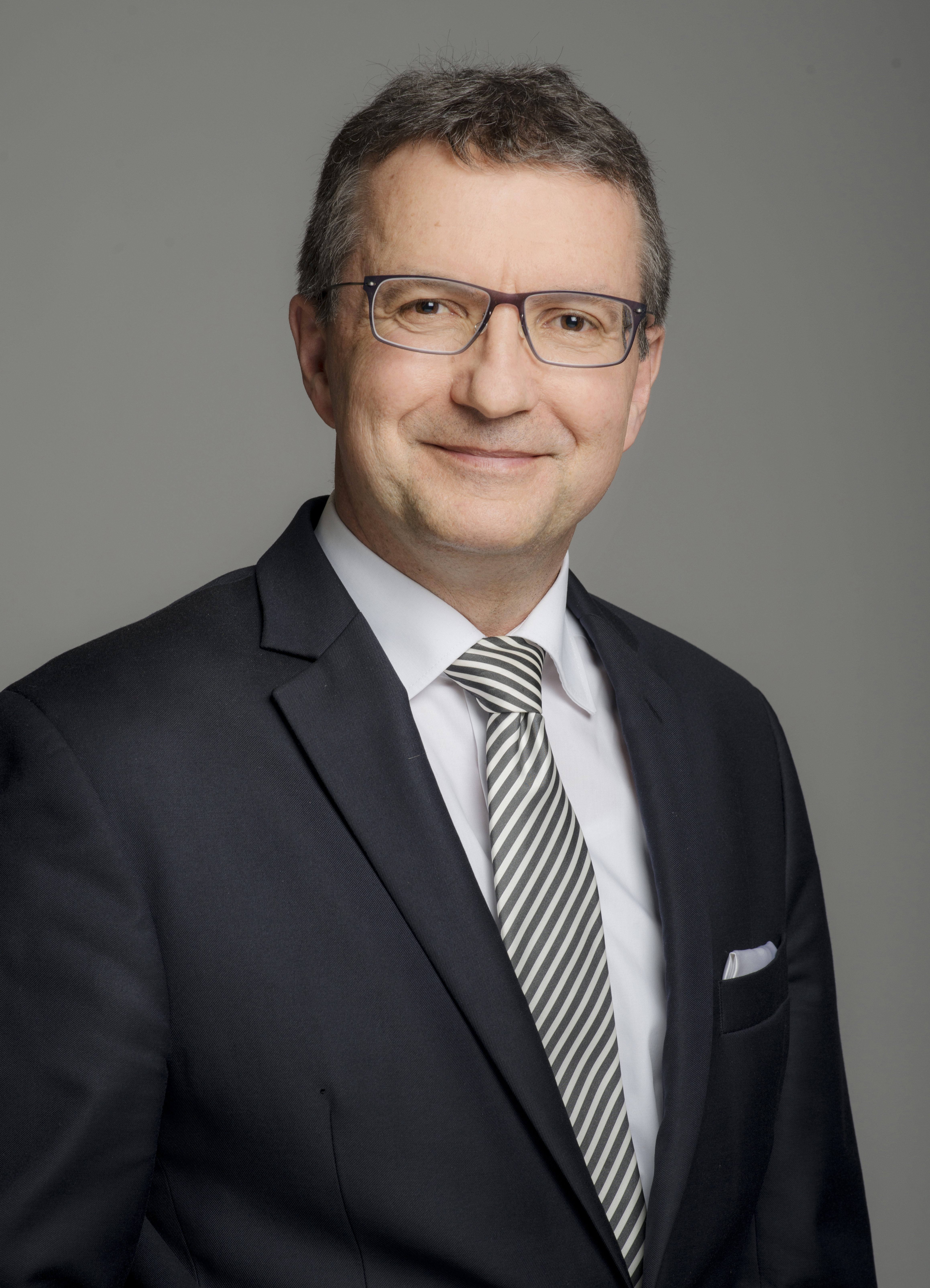
Jürgen Häfner (2018)

 Jürgen Häfner  (* 8. November 1959 in Trier) ist ein Jurist und rheinland-pfälzischer Landespolitiker der SPD. Vom 18. Mai 2011 bis zum 31. Januar 2014 war er Staatssekretär im Ministerium des Innern, für Sport und Infrastruktur Rheinland-Pfalz.

## Biografie
Der Sohn einer alteingesessenen Mainzer Familie legte 1978 sein Abitur am Gymnasium am Kurfürstlichen Schloss in Mainz ab. Anschließend begann er eine dreijährige Ausbildung zum Bankkaufmann bei der Landesbank Rheinland-Pfalz. In den Jahren 1981–1986 absolvierte Häfner ein Studium der Rechtswissenschaften an den Universitäten Mainz und Tübingen. Sein erstes juristisches Staatsexamen legte er 1986 in Mainz ab und schloss ein Rechtsreferendariat am Oberlandesgericht Koblenz an. 
Zwischen 1989 und 1991 war Häfner als Staatsanwalt bei der Staatsanwaltschaft Mainz tätig. Anschließend wechselte er als Referent in die Abteilung Öffentliches Recht des Ministeriums der Justiz und persönlicher Referent des Justizstaatssekretärs von Peter Caesar. Nach weiteren zwei Jahren wurde er 1993–1994 als Referent in die Grundsatzabteilung der Staatskanzlei Rheinland-Pfalz berufen. 
Jürgen Häfner arbeitete zunächst fünf Jahre als Referent im Büro des Ministerpräsidenten Kurt Beck, bevor er 1999 als Ministerialrat zum Büroleiter Becks aufstieg. Er wurde 2001 mit der Leitung der Abteilung „Zivilrecht und Modernisierung der Justiz“ im Justizministerium beauftragt, die er fünf Jahre führte. Ab 2006 arbeitete er zunächst als Ministerialdirigent und ab 2008 als Ministerialdirektor als Leiter der Zentralstelle IT-Management, Multimedia, eGovernment und Verwaltungsmodernisierung im Ministerium des Innern und für Sport.
Von Mai 2011 bis Januar 2014 war Jürgen Häfner Staatssekretär in diesem Ministerium als Behördenleiter für Roger Lewentz.
Im Februar 2014 wechselte Häfner in die Geschäftsführung der Lotto Rheinland-Pfalz GmbH.
Er lebt mit seiner Frau und drei Kindern in Mainz-Finthen.